# Marcelo Teuber
Marcelo Alejandro Teuber Coser (* 15. August 1984 in Chuquicamata) ist ein ehemaliger chilenischer Fußballspieler auf der Position eines Mittelfeldspielers.

## Karriere
Marcelo Teuber begann seine Profikarriere 2004 bei Deportes Puerto Montt und kam über das Instituto Nacional zu Provincial Osorno. Mit dem Klub stieg der zentrale Mittelfeldspieler als Meister der Primera B in die höchste Spielklasse auf. Nach einer kurzen Rückkehr zu Puerto Montt spielte Teuber noch zwei weitere Jahre in der Primera División bei Unión San Felipe. 2012 wechselte er zu Naval in die zweite Liga und wechselte 2013 zu Ligakonkurrent CDP Curicó Unido, wo er seine Profikarriere 2014 beendete.

## Erfolge
Provincial Osorno
- Primera B: 2007

## Sonstiges
Sein älterer Bruder Samuel Teuber ist ebenfalls ehemaliger Profifußballspieler.